# 2023 en jeu vidéo
Cet article présente les faits marquants de l'année 2023 concernant le jeu vidéo.

## Événements
- L'année fut marquée par un nombre important de licenciements de travailleurs du secteur (environ 10 000 licenciements ont été annoncés tout au long de l'année)[1], comprenant notamment :
  - plus de 900 postes chez Unity,
  - 830 postes chez Epic Games,
  - 535 postes chez Amazon Games.

### Septembre
- Unity annonce le 12 septembre sur leur blog[2] une nouvelle grille tarifaire qui inclut des frais inédits pour les développeurs à chaque installation d'un de leur jeu (même gratuit) par un utilisateur[3]. Cette annonce fait scandale dans le milieu, notamment sur plusieurs aspects : le montant, la rétroactivité, l'obtention et le décompte du nombre d'installations. Cette controverse amenant finalement Unity à réviser une première fois leur nouvelle grille tarifaire[4], puis à finalement rendre les frais d'installation optionnels[5] et aboutissant le 9 octobre à la démission de leur PDG John Riccitello[6], remplacé par James Whitehurst[7].

## Prix et récompenses
- Game Awards, jeu de l'année : Baldur's Gate III de Larian Studios[8].

## Jeux notables
Les jeux suivants sont sortis en 2023 :

### Janvier
- 20 janvier :
  - Fire Emblem Engage (Nintendo Switch)
- 24 janvier :
  - Forspoken (Windows, PlayStation 5)
  - warlander
- 25 janvier :
  - Hi-Fi Rush (Windows, Xbox Series)
- 27 janvier :
  - Dead Space (Windows, PlayStation 5, Xbox Series)

### Février
- 10 février :
  - Hogwarts Legacy : L'Héritage de Poudlard (Windows, PlayStation 5, Xbox Series)
- 16 février :
  - Theatrhythm Final Bar Line (PlayStation 4, Nintendo Switch)
- 17 février :
  - The Settlers: New Allies (Windows, PlayStation 4, PlayStation 5, Xbox One, Xbox Series, Nintendo Switch)
  - Wild Hearts (Windows, PlayStation 5, Xbox Series)
- 21 février :
  - Atomic Heart (Windows, PlayStation 4, PlayStation 5, Xbox One, Xbox Series)
  - Like a Dragon: Ishin! (Windows, PlayStation 4, PlayStation 5, Xbox One, Xbox Series)
- 22 février :
  - Horizon Call of the Mountain (PlayStation 5)
- 23 février :
  - Sons of the Forest (Windows)
  - Company of Heroes 3 (Windows)
- 24 février :
  - Kerbal Space Program 2 (Windows, PlayStation 5, Xbox Series)
  - Octopath Traveler II (Windows, PlayStation 4, PlayStation 5, Nintendo Switch)
- 28 février :
  - Destiny 2: Eclipse (Windows, PlayStation 4, PlayStation 5, Xbox One, Xbox Series)

### Mars
- 3 mars :
  - Wo Long: Fallen Dynasty (Windows, PlayStation 4, PlayStation 5, Xbox One, Xbox Series)
- 21 mars :
  - Remnant: From the Ashes (Nintendo Switch)
- 24 mars :
  - Resident Evil 4 (Windows, PlayStation 4, PlayStation 5, Xbox Series)
- 28 mars :
  - The Last of Us Part I (Windows)

### Avril
- 18 avril :
  - Minecraft Legends (Windows, PlayStation 4, PlayStation 5, Xbox One, Xbox Series, Nintendo Switch)
- 21 avril :
  - Dead Island 2 (Windows, PlayStation 4, PlayStation 5, Xbox One, Xbox Series)
- 28 avril : 
  - Star Wars Jedi: Survivor (Windows, PlayStation 5, Xbox Series)

### Mai
- 2 mai :
  - Redfall (Windows, Xbox Series)
- 12 mai :
  - The Legend of Zelda: Tears of the Kingdom (Nintendo Switch)
- 25 mai :
  - Le Seigneur des anneaux : Gollum (Windows, PlayStation 4, PlayStation 5, Xbox One, Xbox Series)
- 30 mai :
  - System Shock (Windows)

### Juin
- 2 juin :
  - Street Fighter 6 (Windows, PlayStation 4, PlayStation 5, Xbox Series)
- 6 juin :
  - Amnesia: The Bunker (Windows, PlayStation 4, Xbox One, Xbox Series)
  - Diablo IV (Windows, PlayStation 4, PlayStation 5, Xbox One, Xbox Series)
- 20 juin :
  - Aliens: Dark Descent (Windows, PlayStation 4, PlayStation 5, Xbox One, Xbox Series)
  - Crash Team Rumble (PlayStation 4, PlayStation 5, Xbox One, Xbox Series)
- 22 juin :
  - Final Fantasy XVI (PlayStation 5)

### Juillet
- 14 juillet :
  - Exoprimal (Windows, PlayStation 4, PlayStation 5, Xbox One, Xbox Series)
- 21 juillet :
  - Pikmin 4 (Nintendo Switch)
- 25 juillet :
  - Remnant 2 (Windows, PlayStation 5, Xbox Series)
- 27 juillet :
  - The Expanse: A Telltale Series (Windows, PlayStation 4, PlayStation 5, Xbox One, Xbox Series)

### Août
- 3 août :
  - Baldur's Gate III (Windows)
- 10 août :
  - Atlas Fallen (Windows, PlayStation 5, Xbox Series)
- 17 août :
  - Shadow Gambit: The Cursed Crew (Windows, PlayStation 4, PlayStation 5, Xbox Series)
- 24 août :
  - Blasphemous 2 (Windows, PlayStation 5, Xbox Series, Nintendo Switch)
- 25 août :
  - Armored Core VI: Fires of Rubicon (Windows, PlayStation 4, PlayStation 5, Xbox One, Xbox Series)
- 29 août :
  - Under the Waves (Windows, PlayStation 4, PlayStation 5, Xbox One, Xbox Series)
- 31 août :
  - Trine 5: A Clockwork Conspiracy (Windows, PlayStation 4, PlayStation 5, Xbox One, Xbox Series, Nintendo Switch)

### Septembre
- 5 septembre : 
  - Chants of Sennaar (Windows, PlayStation 4, Xbox One, Nintendo Switch)
- 6 septembre :
  - Starfield (Windows, Xbox Series)
- 14 septembre :
  - The Crew Motorfest (Windows, PlayStation 4, PlayStation 5, Xbox One, Xbox Series)
  - Ad Infinitum (Windows, PlayStation 5, Xbox Series)[9]
- 19 septembre :
  - Lies of P (Windows, PlayStation 4, PlayStation 5, Xbox One, Xbox Series)
  - Mortal Kombat 1 (Windows, PlayStation 5, Xbox Series, Nintendo Switch)
- 20 septembre :
  - Witchfire (Windows)
- 21 septembre :
  - Payday 3 (Windows, PlayStation 5, Xbox Series, Linux)
- 27 septembre :
  - Counter-Strike 2 (Windows)
- 28 septembre :
  - Ys X: Nordics (PlayStation 4, PlayStation 5, Nintendo Switch)
- 29 septembre :
  - EA Sports FC 24 (Windows, PlayStation 4, PlayStation 5, Xbox One, Xbox Series, Nintendo Switch)

### Octobre
- 5 octobre :
  - Assassin's Creed Mirage (Windows, PlayStation 4, PlayStation 5, Xbox One, Xbox Series, Amazon Luna)
- 6 octobre
  - Le Retour de Détective Pikachu (Nintendo Switch)
  - Sword Art Online: Last Recollection (Windows, PlayStation 4, PlayStation 5, Xbox One, Xbox Series)
- 10 octobre :
  - Forza Motorsport (Windows, Xbox Series)
- 11 octobre :
  - Total War: Pharaoh (Windows, macOS)
- 13 octobre :
  - Lords of the Fallen (Windows, PlayStation 5, Xbox Series)
- 17 octobre :
  - Sonic Superstars (Windows, PlayStation 4, PlayStation 5, Xbox One, Xbox Series, Nintendo Switch)
- 19 octobre :
  - Endless Dungeon (Windows, PlayStation 4, PlayStation 5, Xbox One, Xbox Series, Nintendo Switch)
- 20 octobre :
  - Marvel's Spider-Man 2 (PlayStation 5)[10]
  - Super Mario Bros. Wonder (Nintendo Switch)
- 23 octobre :
  - Lethal Company (Windows)
- 24 octobre :
  - Cities: Skylines II (Windows)
- 27 octobre :
  - Alan Wake 2 (Windows, PlayStation 5, Xbox Series)
- 31 octobre :
  - Jusant (Windows, PlayStation 5, Xbox Series)

### Novembre
- 2 novembre :
  - The Talos Principle 2 (Windows, PlayStation 5, Xbox Series)
  - RoboCop: Rogue City (Windows, PlayStation 5, Xbox Series)[11]
- 3 novembre :
  - WarioWare: Move It! (Nintendo Switch)
- 9 novembre :
  - Like a Dragon Gaiden: The Man Who Erased His Name (Windows, PlayStation 4, PlayStation 5, Xbox One, Xbox Series)
- 10 novembre :
  - Call of Duty: Modern Warfare III (Windows, PlayStation 4, PlayStation 5, Xbox One, Xbox Series)
- 14 novembre :
  - Goldorak : Le Festin des Loups (Windows, PlayStation 4, PlayStation 5, Xbox One, Xbox Series)
- 17 novembre :
  - Persona 5 Tactica (Windows, PlayStation 4, PlayStation 5, Xbox One, Xbox Series, Nintendo Switch)
  - Super Mario RPG (Nintendo Switch)

### Décembre
- 1er décembre :
  - Dragon Quest Monsters : Le Prince des ombres (Nintendo Switch)
- 7 décembre :
  - Avatar: Frontiers of Pandora (Windows, PlayStation 5, Xbox Series)